# Копань (зупинний пункт)
Копань (біл. Капань) — зупинний пункт Гомельського відділення Білоруської залізниці в Речицькому районі Гомельської області. Розташований за 1,9 км на північний захід від села Копань; на лінії Гомель — Калинковичі, між станцією Якимівка та станцією Сінозавод.